# Stanisław Pieniak (polityk)
Stanisław Czesław Pieniak (ur. 25 marca 1932 w Starym Patoku, zm. 4 stycznia 1993) – polski rolnik, poseł na Sejm PRL V i VI kadencji.

## Życiorys
Syn Bolesława i Anieli. Uzyskał wykształcenie średnie niepełne, z zawodu rolnik. Od 1955 pracował w Gromadzkiej Radzie Narodowej w Fiukówce. Należał do Zjednoczonego Stronnictwa Ludowego, w którym w 1957 został prezesem zarządu koła, a potem prezesem Gromadzkiego Komitetu w Fiukówce. W 1958 zasiadł w prezydium Powiatowego Komitetu partii w Łukowie. W wyniku reorganizacji struktury rad narodowych, w 1961 objął przewodnictwo w prezydium GRN w Krzywdzie. W 1968 objął funkcję prezesa PK ZSL, później został członkiem Naczelnego Komitetu partii. W 1969 i 1972 uzyskiwał mandat posła na Sejm PRL w okręgu Radzyń Podlaski. Przez dwie kadencje zasiadał w Komisji Planu Gospodarczego, Budżetu i Finansów.

## Odznaczenia
- Srebrny Krzyż Zasługi